# Зага, Генри
Генри Зага (англ. Henry Zaga; род. 30 апреля 1993, Бразилиа, Бразилия) — американский актёр родом из Бразилии.

## Биография
Родился 30 апреля 1993 года в столице Бразилии. Полное имя, данное Генри при рождении — Энрике Шагас Монис ди Араган Гонзага. Отец — политик национально-консервативного толка Адмар Гонзага, наполовину итальянец, наполовину португалец; мать — Соня Гонтихо (исп. Sônia Gontijo) наполовину испанка, наполовину индианка.
В начале карьеры снимался в эпизодах таких популярных сериалов как «13 причин почему» и «Волчонок».
В 2017 был утверждён на роль супергероя Санспота в фильме по комиксам Marvel «Новые мутанты», который вышел на экраны в 2020 году. В это же время снялся в двух мини-сериалах: в экранизации одноимённого романа Джона Грина «В поисках Аляски» сыграл парня заглавной героини, а в «Противостоянии» по книге Стивена Кинга исполнил роль глухонемого Ника Андроса.

## Фильмография
Кино
| Год  | Название на русском               | Название в оригинале              | Роль                       | Примечания      |
| ---- | --------------------------------- | --------------------------------- | -------------------------- | --------------- |
| 2015 |                                   | The Wing                          | Christopher                | Короткометражка |
| 2016 | XOXO                              | XOXO                              | Джордан                    |                 |
| 2017 | МДМА                              | MDMA                              | Донни                      |                 |
| 2017 | Задержанный                       | Deadly Detention                  | Баррет Ньюман              |                 |
| 2017 | Черри Поп                         | Cherry Pop                        | Брендан                    |                 |
| 2020 | Новые мутанты                     | The New Mutants                   | Роберто да Коста / Санспот |                 |
| 2024 | Министерство неджентльменских дел | Ministry of Ungentlemanly Warfare | капитан Бинеа              |                 |
| 2024 | Квир                              | Queer                             | Уинстон Мур                |                 |
| 2025 | Под огнём                         | Warfare                           | Аарон                      |                 |

Телевидение
| Год       | Название на русском   | Название в оригинале   | Роль          | Notes                                     |
| --------- | --------------------- | ---------------------- | ------------- | ----------------------------------------- |
| 2015      | Тайны Лауры           | The Mysteries of Laura | Тео Барнетт   | Эпизод «The Mystery of the Sunken Sailor» |
| 2015—2016 | Волчонок              | Teen Wolf              | Джош Диаз     | 9 эпизодов                                |
| 2017      | 13 причин почему      | 13 Reasons Why         | Брэд          | 4 эпизода                                 |
| 2019—2020 | Воровки               | Trinkets               | Лука Новак    | 13 эпизодов                               |
| 2019      | В поисках Аляски      | Looking for Alaska     | Джейк         | Мини-сериал; 5 эпизодов из 8              |
| 2020—2021 | Противостояние        | The Stand              | Ник Андрос    | Мини-сериал; 5 эпизодов из 9              |
| 2023      | Нэнси Дрю             | Nancy Drew             | Тристан Гласс | 6 эпизодов                                |
| 2023      | Переполненная комната | The Crowded Room       | Филипп        |                                           |